# Scopello (Castellammare del Golfo)
Scopello (Scupeḍḍu in siciliano) è una località costiera italiana, frazione del comune di Castellammare del Golfo in provincia di Trapani, famosa per i suoi faraglioni e per il suo baglio.

## Geografia fisica
L'abitato conta circa 118 residenti, cresciuto attorno ad un antico baglio, distante poco più di 10 km dal capoluogo comunale, che d'estate diventano circa 2.000. Nei pressi si trova la Riserva Naturale Orientata dello Zingaro e i faraglioni, con l'attigua tonnara. 
A poca distanza dal baglio si trova Guidaloca, una baia limitata dal "Pizzo della Gnacara" e dalla "Puntazza". Al suo interno si trova una grande spiaggia a forma d'arco formata da ciottoli, lunga circa 400 metri. Sul lato ovest della "cala" è presente una torre cilindrica risalente al XVI secolo, posta a guardia di quel tratto di costa.

## Storia
Deve probabilmente il proprio nome ai faraglioni o scogli (in latino scopulus, in greco scopelos).
Il primo insediamento sul promontorio dove si trova Scopello risale all'età ellenistica, poi continuato nelle epoche romana. Durante il periodo normanno fu demanio regio. Negli anni '30 del XIII secolo l'imperatore Federico II di Svevia concesse la terra di Scopello al piemontese Oddone de Camerana, e ai cavalieri lombardi arrivati con lui in Sicilia. Nel 1237 Oddone di Camerana e i suoi cavalieri lombardi si spostarono a Corleone, e l'imperatore Federico II concesse Scopello in feudo alla città di Monte San Giuliano (oggi Erice). 
L'attuale borgata risale al XVII secolo ed è divisa in due parti: una torre normanna; un baglio, che la tradizione indica come d'epoca normanna, ma risalente al XVIII secolo, e una piazzetta con la chiesa di Santa Maria delle Grazie, parrocchia dal 1961, e poche case. 
Ferdinando II di Borbone elesse l'area di Scopello, con il vicino omonimo bosco, al rango di riserva reale per la caccia, visitandola due volte nel 1830 e nel 1859. A motivo di queste visite, essendo prossima l'unità d'Italia, con la spedizione dei Mille gli scopellesi si schierarono dalla parte borbonica, tanto da ingaggiare una battaglia, tra il dicembre 1862 e il gennaio 1863, con le forze piemontesi che non riuscirono facilmente ad insediarsi nella borgata. La riserva di caccia di Scopello venne assegnata a una società statale che aveva il compito di dismettere i beni del vecchio stato borbonico e venne acquistata a prezzi bassissimi da affiliati alla mafia di Castellammare del Golfo che avevano sostenuto la causa unitaria e che poi rivendettero i terreni a prezzi di mercato

## Monumenti e luoghi d'interesse

### La tonnara

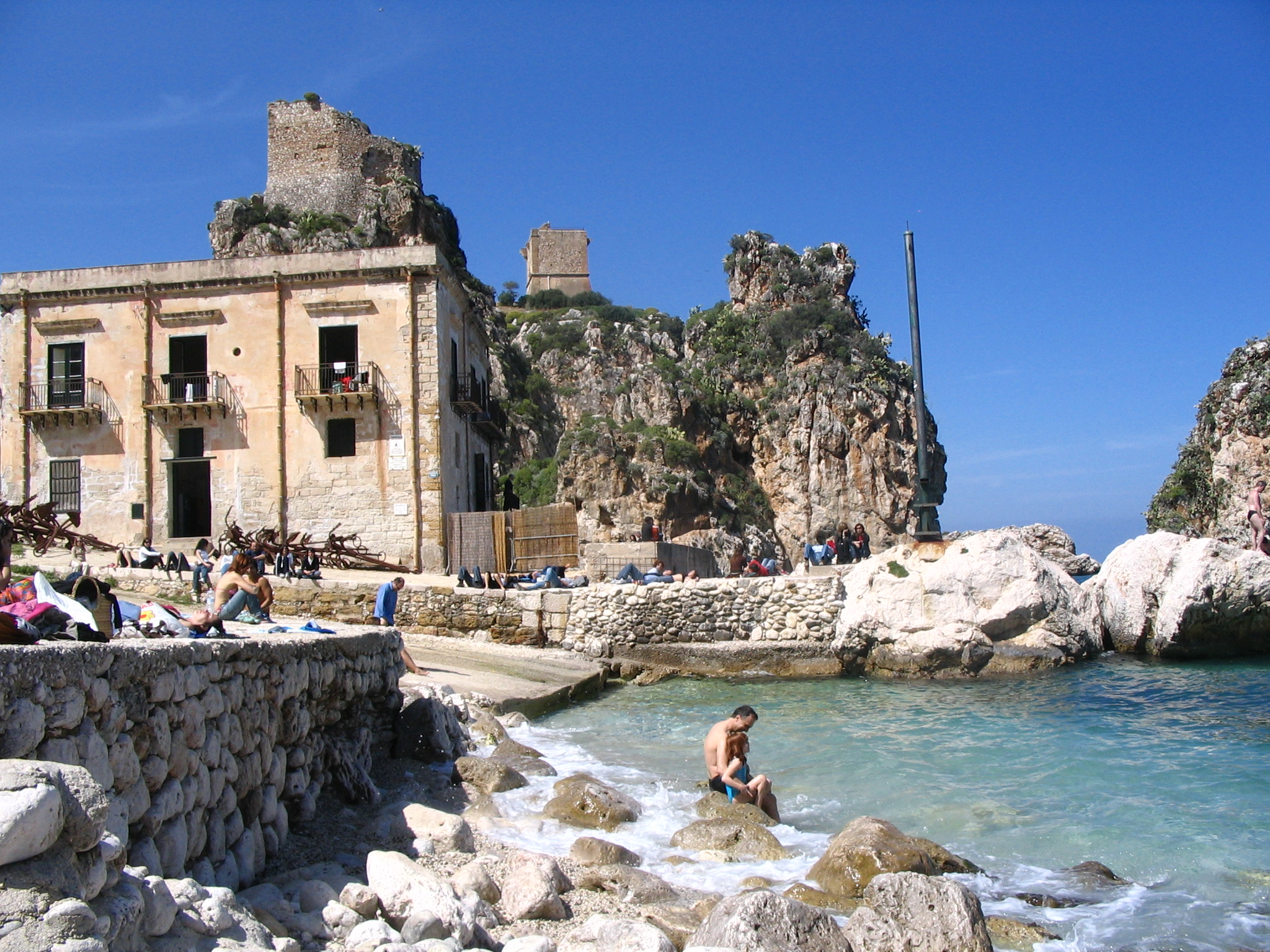
La tonnara di Scopello

La tonnara di Scopello è una delle più importanti e antiche di tutta la Sicilia: i primi fabbricati risalgono al XIII secolo, la tonnara vera e propria fu edificata nel XV secolo da Giovanni Sanclemente e ampliata dalla famiglia Sanclemente nel corso del XVI secolo; passò quindi alla Compagnia di Gesù e infine alla famiglia Florio.

## Galleria d'immagini

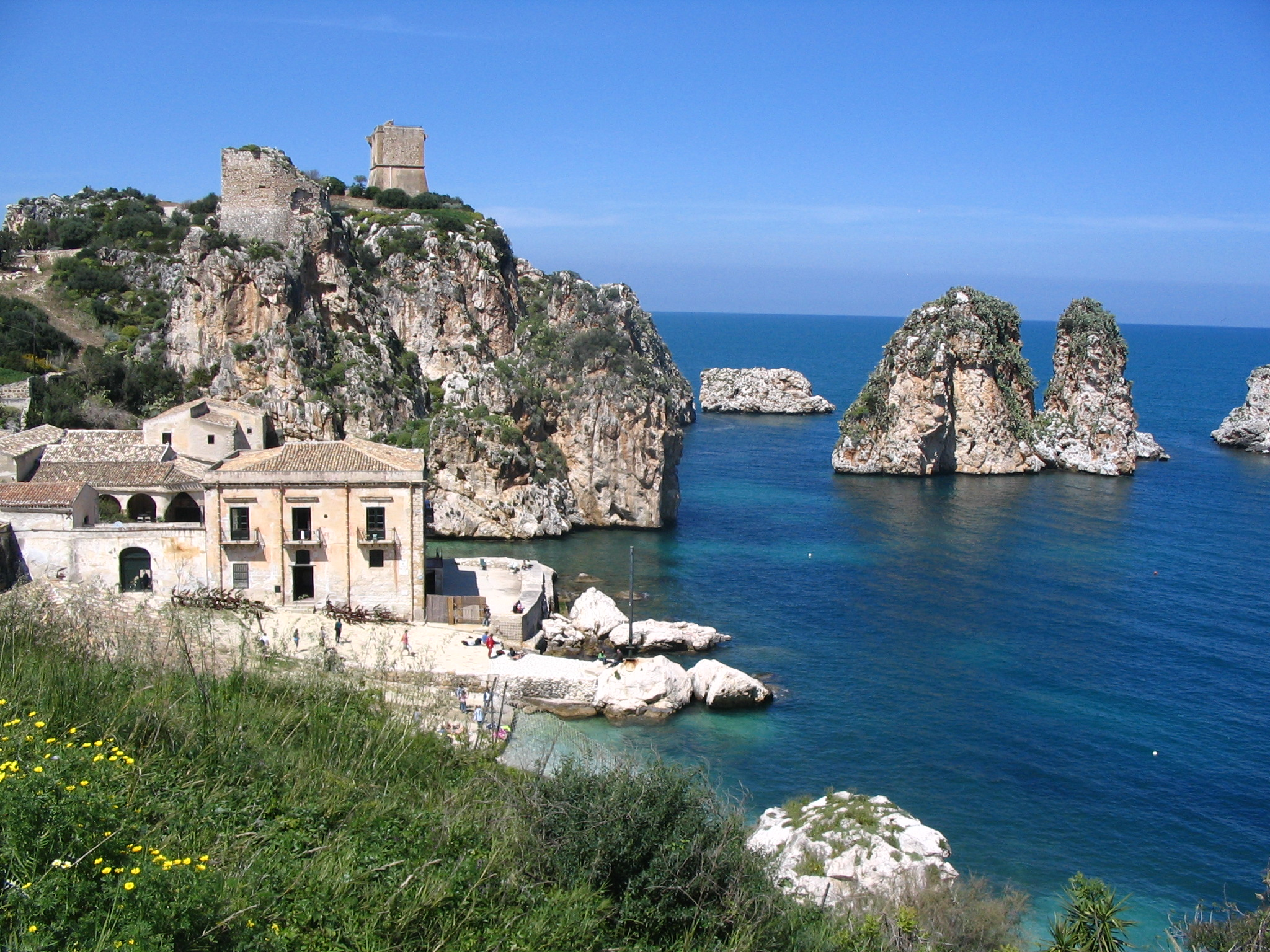
Faraglioni e tonnara di Scopello
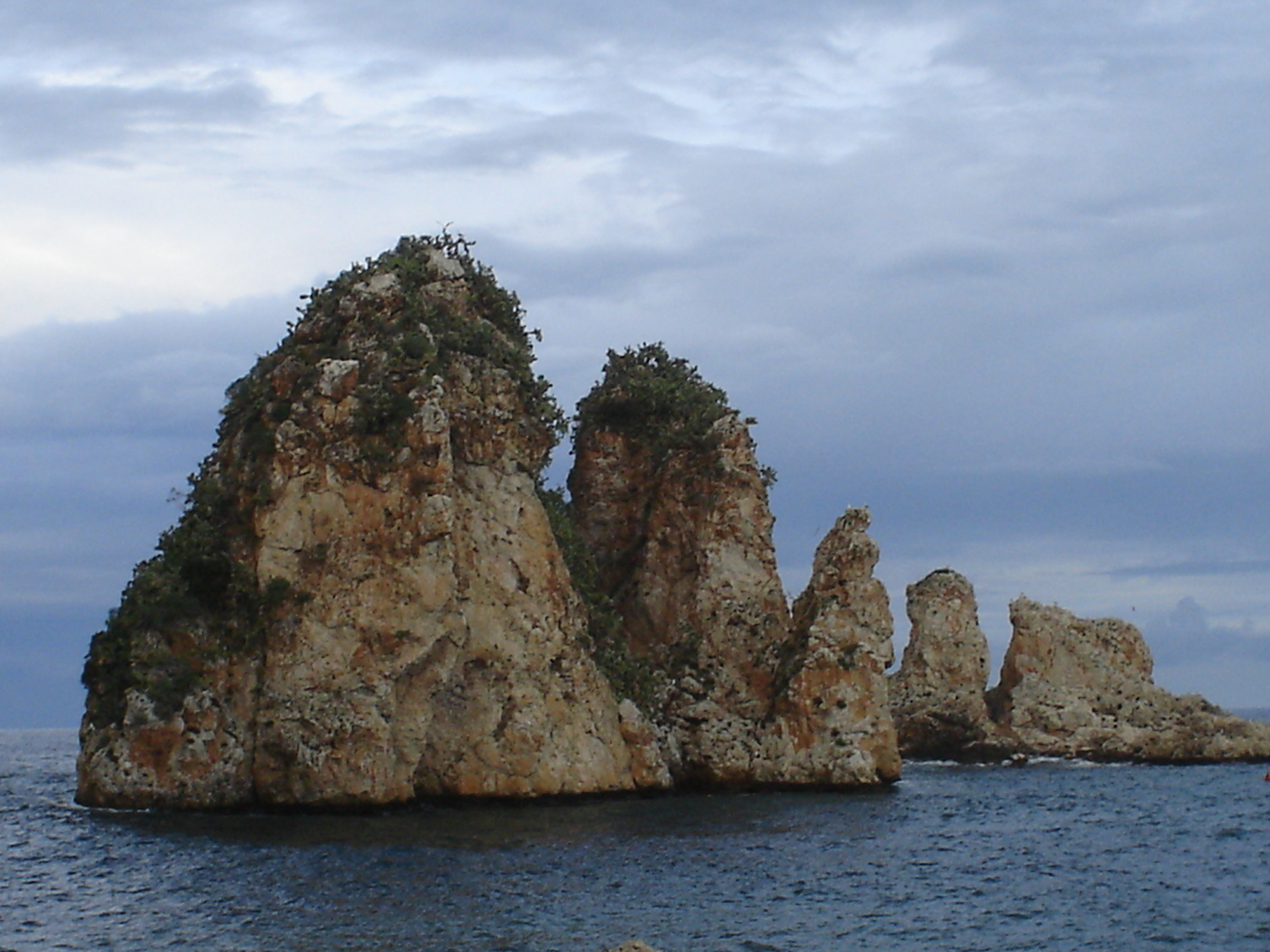
I faraglioni di Scopello
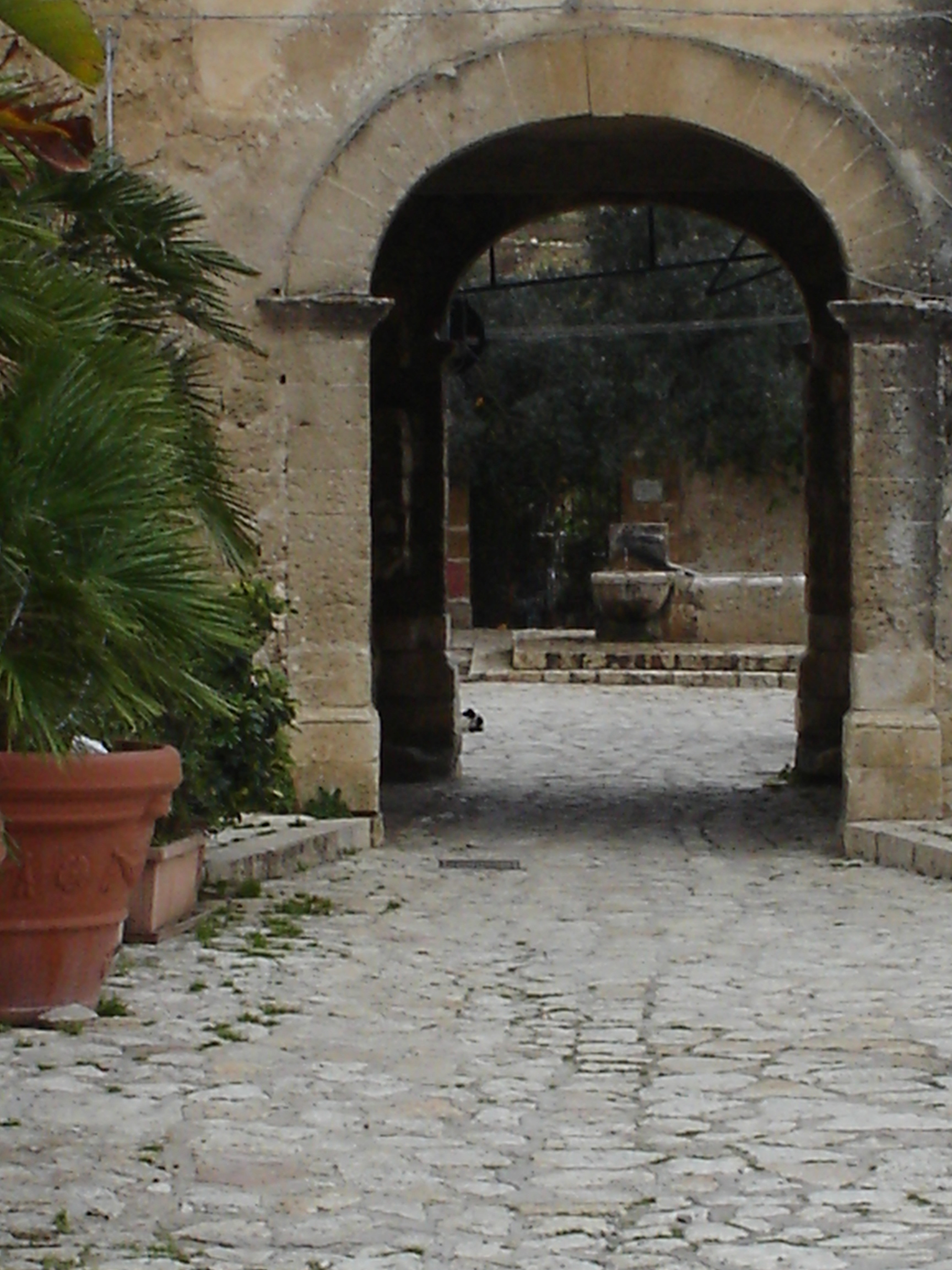
Ingresso al baglio di Scopello
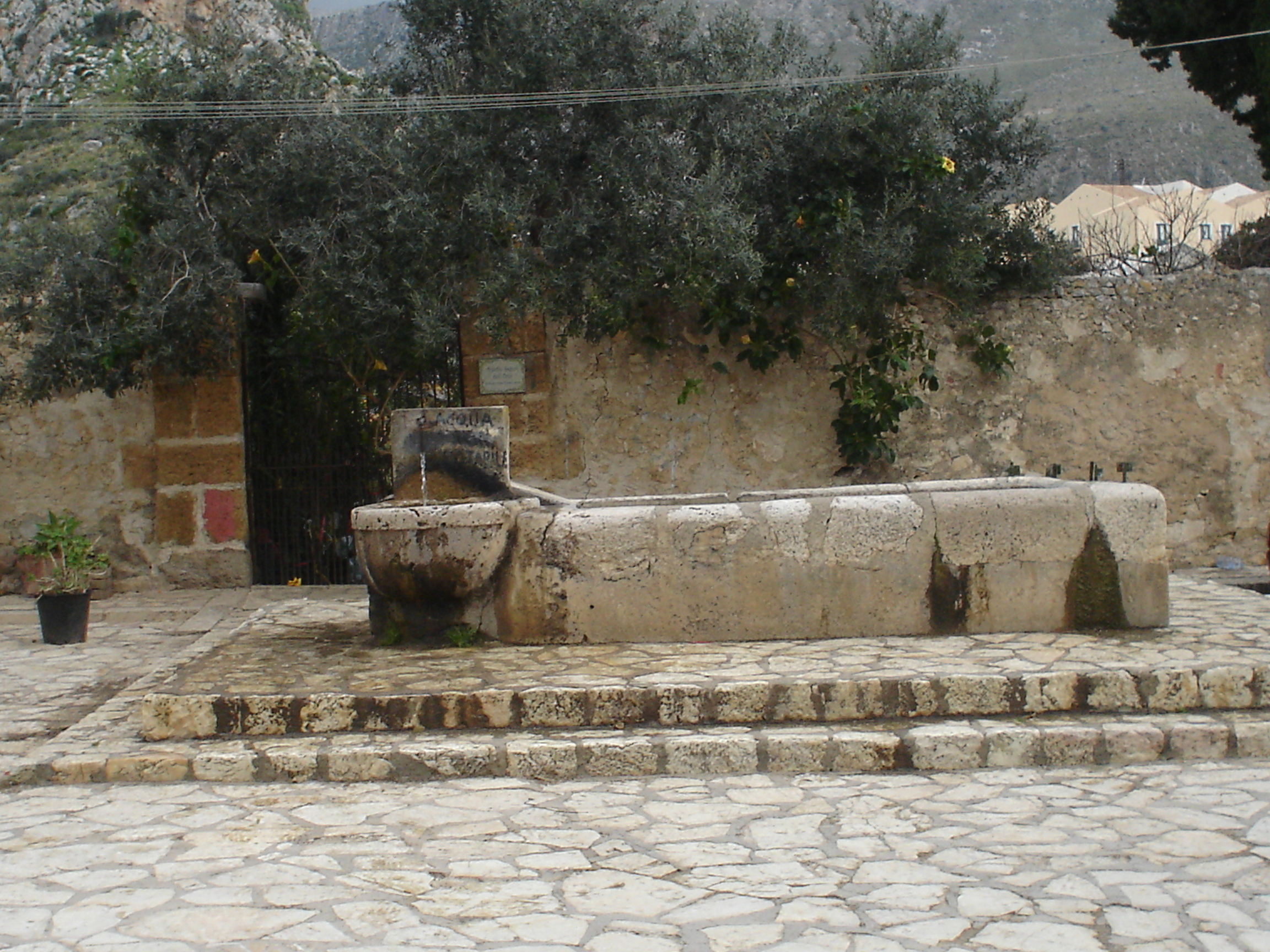
Abbeveratoio nei pressi del baglio
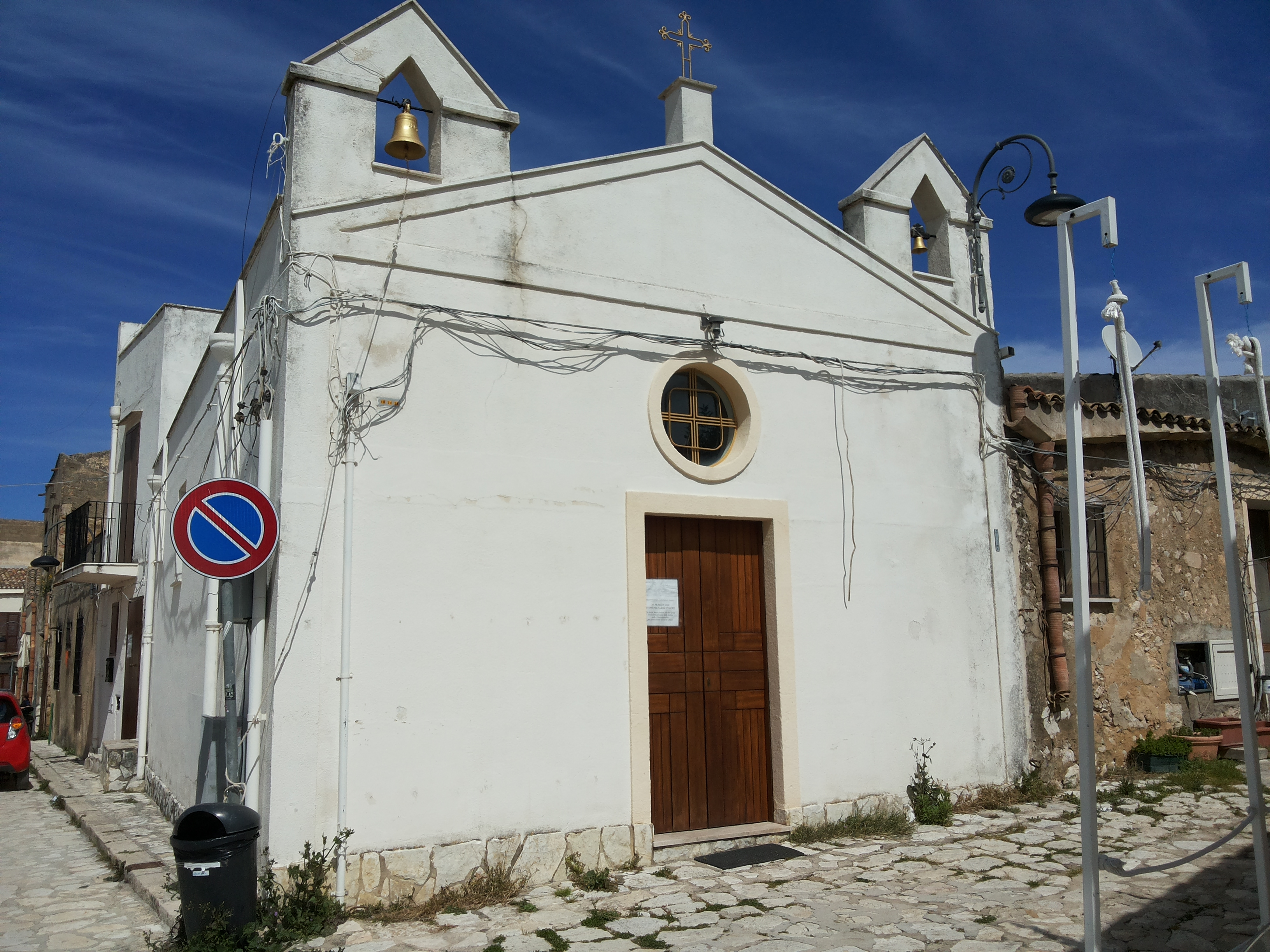
Chiesetta a Scopello
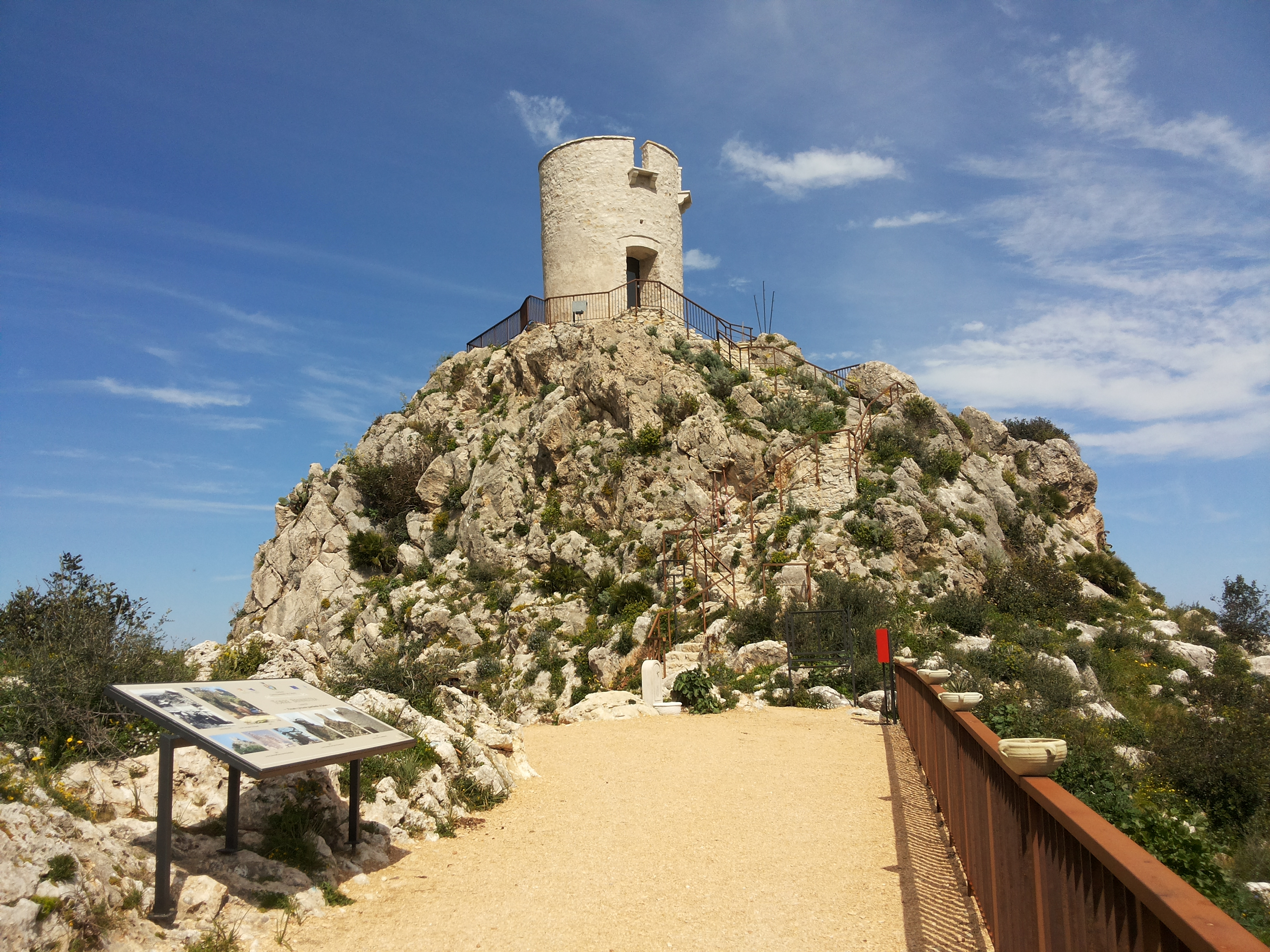
Torre Bennistra
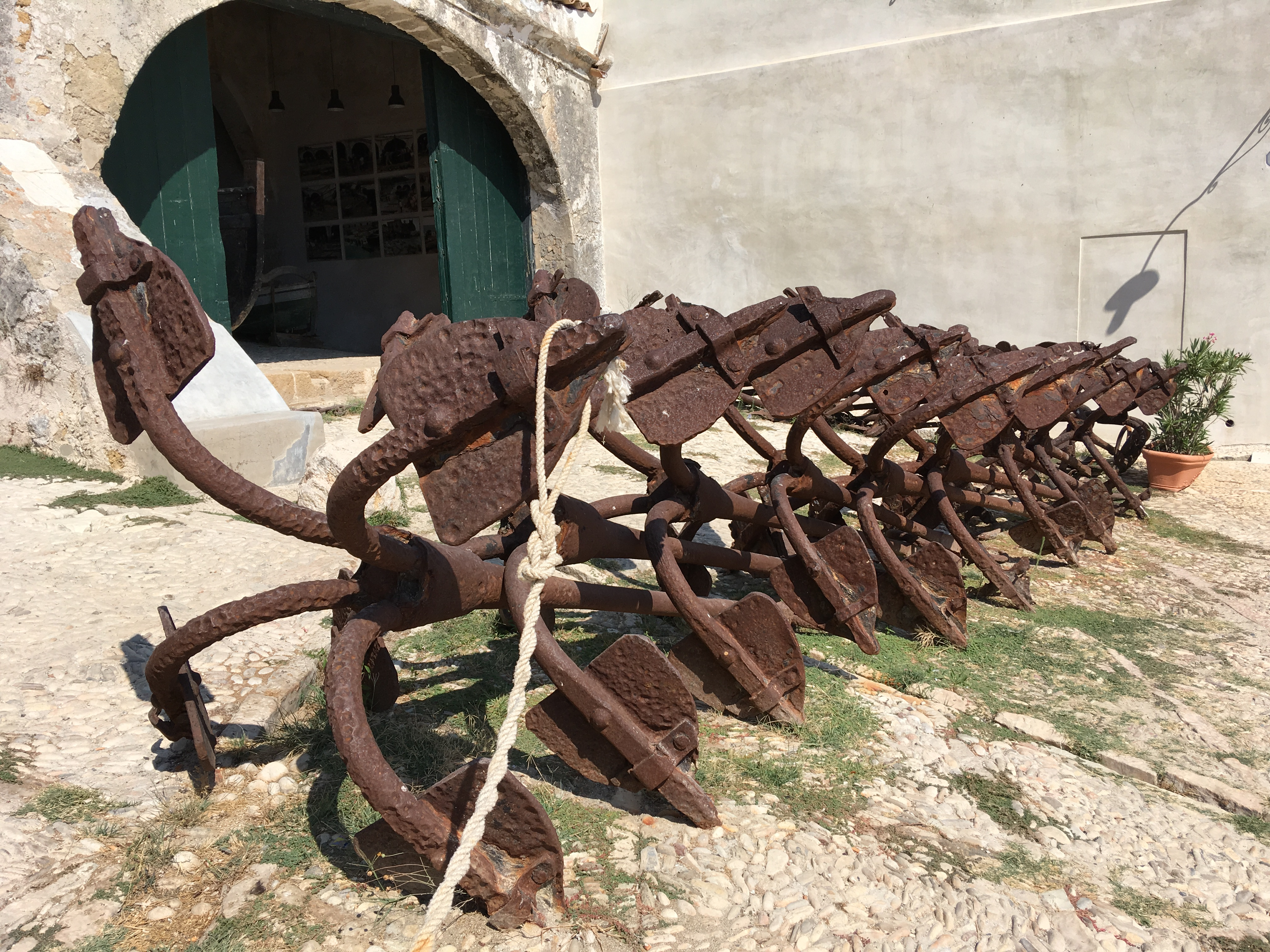
Ancore della tonnara di Scopello
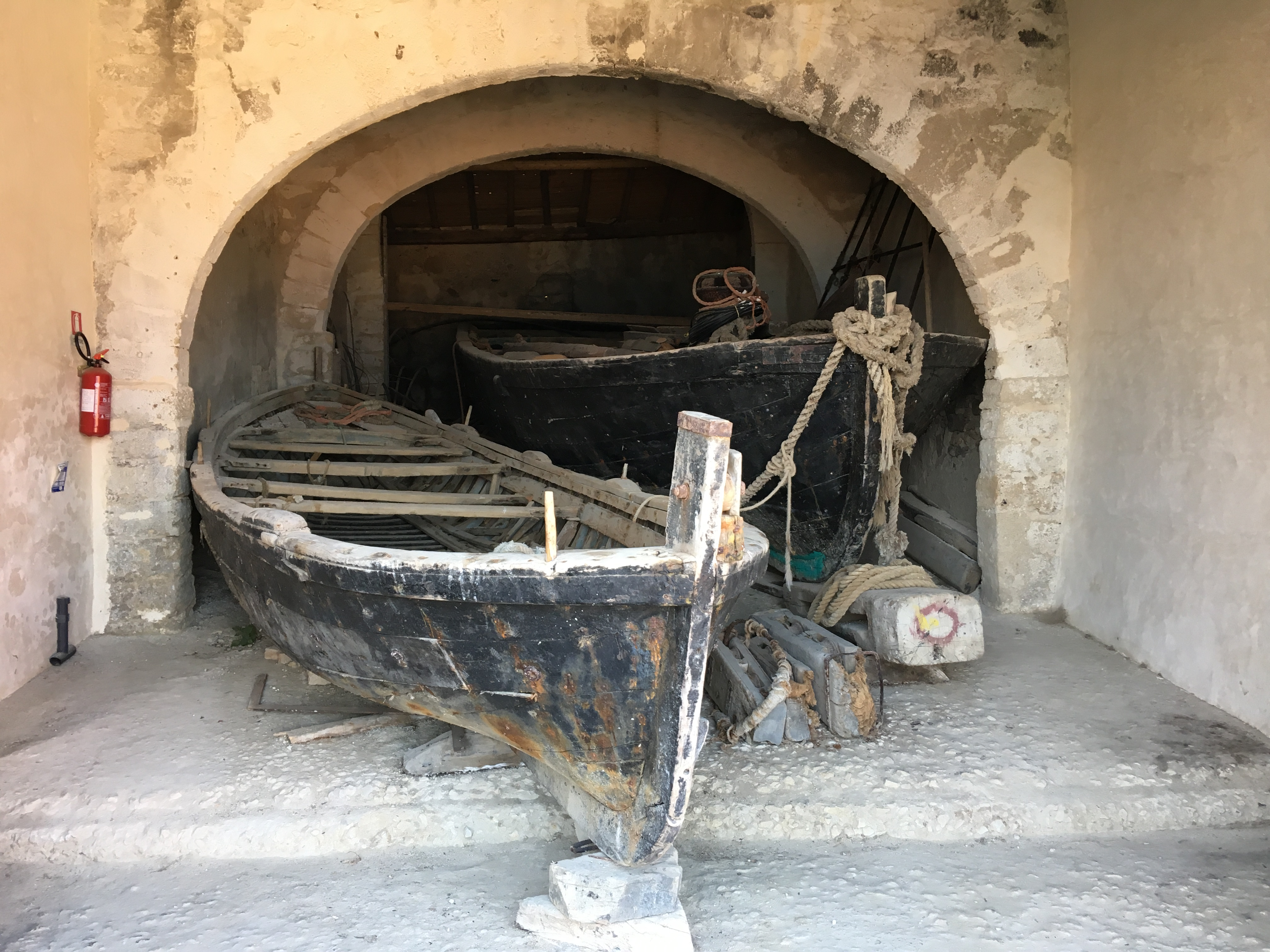
Antiche imbarcazioni in legno della tonnara